# Tsunami
Ne doit pas être confondu avec Raz-de-marée.
Pour les articles homonymes, voir Tsunami (homonymie).

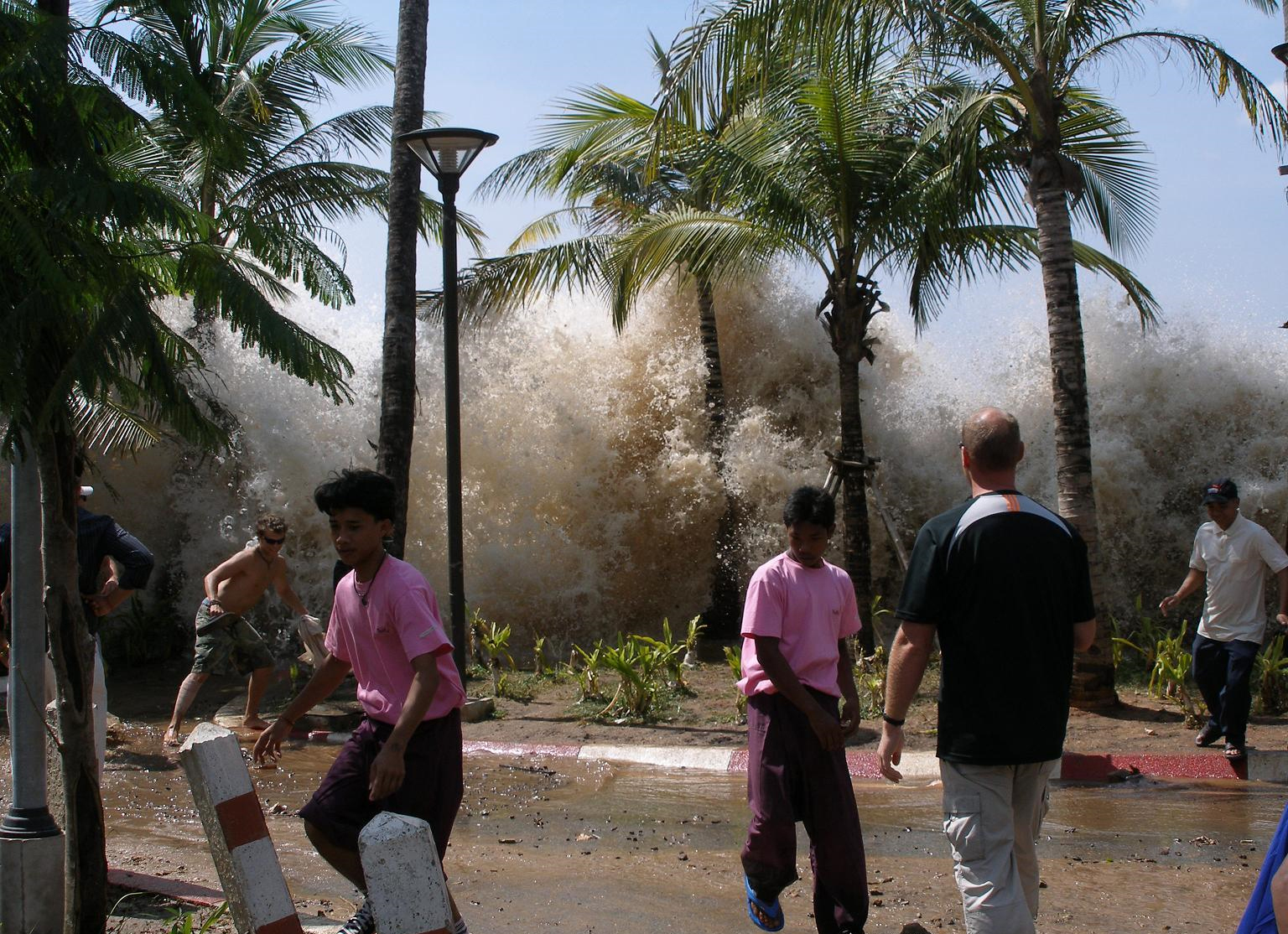
Arrivée du tsunami du 26 décembre 2004 à Ao Nang, en Thaïlande.

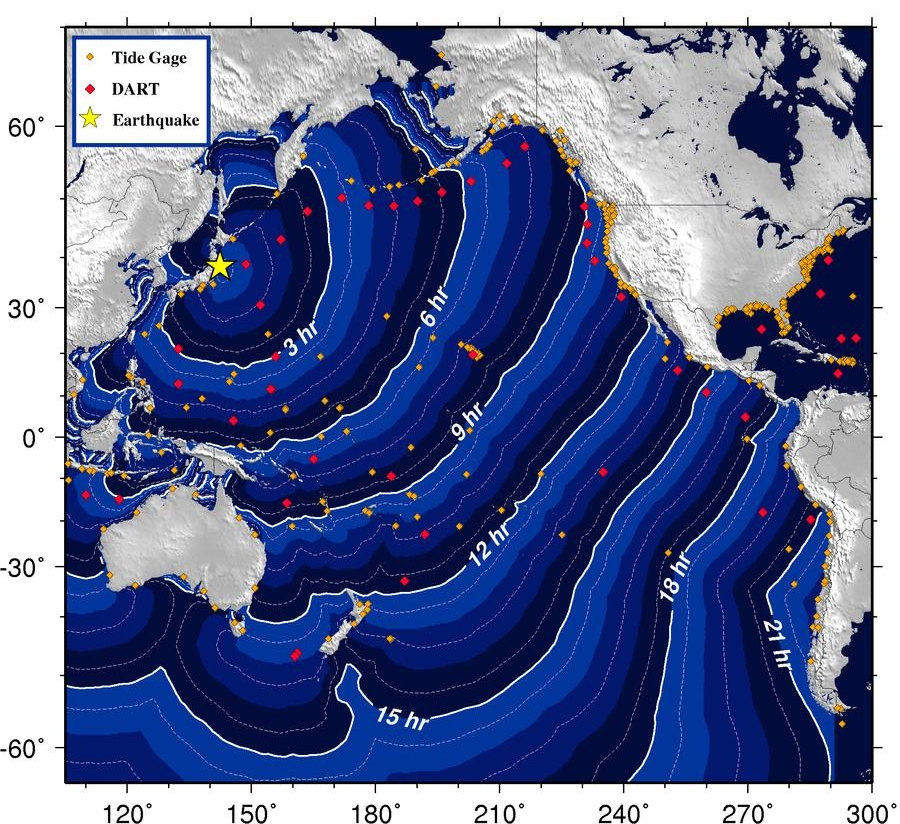
Temps de parcours estimé de l'onde du tsunami induit par le tremblement de terre de Sendai du 11 mars 2011.

Un tsunami (en japonais 津波, litt. « vague du port ») est une série d'ondes de très grande période se propageant à travers un milieu aquatique (océan, mer ou lac), issues du brusque mouvement d'un grand volume d'eau, provoqué généralement par un séisme, un glissement de terrain sous-marin ou une explosion volcanique, et pouvant se transformer, en atteignant les côtes, en vagues destructrices déferlantes de très grande hauteur.
En eau profonde, les vagues du tsunami ont une période (temps séparant chaque crête) se comptant en dizaines de minutes, et peuvent voyager à plus de 800 km/h, tout en ne dépassant pas quelques décimètres de hauteur. Mais à l'approche des côtes, leur période et leur vitesse diminuent, tandis que leur amplitude augmente, leur hauteur pouvant dépasser 30 m. Elles peuvent alors submerger le rivage, inondant les terrains bas, pénétrant profondément dans les terres, en emportant tout sur leur passage, dans une succession de flux et de reflux.
Les tsunamis font partie des catastrophes les plus destructrices de l'histoire. Sur les quatre derniers millénaires, ils totalisent plus de 600 000 victimes, à travers au moins 279 événements répertoriés. Le tsunami de 2004 dans l'océan Indien est la catastrophe la plus meurtrière des 30 dernières années, avec plus de 250 000 victimes.
En français, le terme de raz-de-marée était précédemment couramment employé pour désigner les tsunamis. C'est toutefois un terme imprécis, car il regroupe sous la même appellation les tsunamis et d'autres phénomènes de submersion marine. Les scientifiques ont donc officialisé en 1963 le terme « tsunami », sujet de cet article.

## Étymologie

### Tsunami

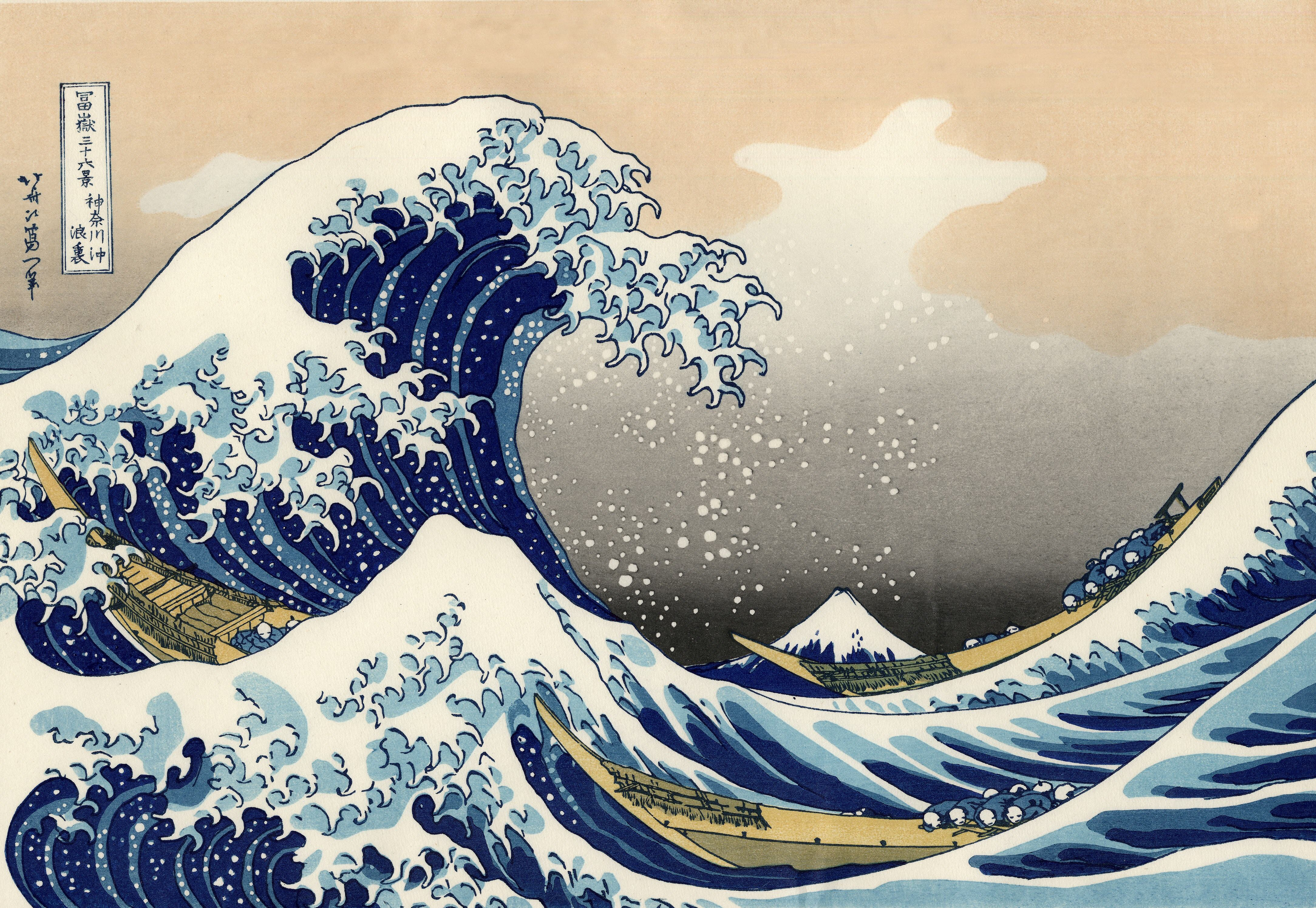
. Gravure sur bois polychrome par Katsushika Hokusai (vers 1831), Trente-six vues du mont Fuji.

Le terme tsunami (津波) est un mot japonais composé de tsu (津), « port », « gué », et de nami (波), « vague(s) » ; il signifie littéralement « vague portuaire » ou « vague de port ». Elle serait nommée ainsi par les pêcheurs qui, n'ayant rien perçu d'anormal au large, retrouvaient leur ville portuaire ravagée. Le mot intraduisible a été employé en anglais pour la première fois en 1896, au mois de décembre, par la géographe américaine Eliza Ruhamah Scidmore qui, à la suite d'un voyage au Japon, décrit dans National Geographic Society le séisme de Meiji-Sanriku (en) qui se produit le 15 juin 1896. Il est francisé depuis 1914 par les géographes et journalistes, il prend donc un s au pluriel (des tsunamis). L'emploi véritablement popularisé[réf. nécessaire] de ce premier terme scientifique ou à usage restreint date du séisme du 26 décembre 2004 dans l'océan Indien.
Bien que souvent utilisée en illustration des tsunamis, La Grande Vague de Kanagawa ne représente pas un tsunami mais une vague scélérate.

### Raz-de-marée
Dans le composé raz-de-marée, le terme raz (ou ras) désigne un courant rapide. C'est un mot d'origine norroise rás qui aurait été importé lors de l'établissement de populations anglo-scandinaves en Normandie. Il est attesté en français pour la première fois chez Jean Froissart, à la fin du XIVe siècle au sens de « courant marin violent, qui se fait sentir dans un passage étroit ». Cependant, son attestation dans la toponymie normande est plus ancienne, ainsi le raz de Barfleur est-il mentionné sous la forme Ras de Catte en 1120 et Cataras en 1149. Le mot anglais race « course » partage la même étymologie et avait autrefois également le sens du mot français. Il a servi à qualifier différents endroits, outre celui cité plus haut, comme le raz Blanchard, le Gros-du-Raz, le Raz-de-Bannes ou le raz de la Percée en Normandie, ainsi que la pointe du Raz en Bretagne (breton Beg-ar-Raz) ou le raz de Sein, où le terme normand a été adopté probablement par les marins.
L'utilisation du terme marée, un phénomène provoqué par l'attraction de la Lune et du Soleil, est trompeur car le « raz-de-marée » est provoqué par des événements d'origine terrestre uniquement. L'association avec les marées est en fait une référence à son apparence, comme une hausse extrêmement rapide du niveau de la mer, plutôt que comme une vague séismique géante.
Il peut donc être parfois confondu avec une onde de tempête ou surcote. Cette dernière est due à l'effet des vents associés à la dépression d'une tempête. Par exemple, le passage d'un cyclone tropical élève le niveau de l'eau d'un à plusieurs mètres et provoque des inondations similaires au raz-de marée comme avec l'ouragan Katrina à La Nouvelle-Orléans.
Certaines baies ou certains ports ayant une configuration particulière peuvent aussi réagir au passage d'une onde créée par une « marche barométrique » : cette onde, ou météotsunami (rissaga en catalan) entraîne des phénomènes de résonance dans certains ports, qui vont alors se vider ou se remplir rapidement du fait de l'oscillation de résonance, phénomène assez fréquent en mer Méditerranée (Baléares, mer Adriatique) et qui peut entraîner des dégâts.
Alors que le terme tsunami est popularisé dans la littérature scientifique à la suite du séisme sur les îles Aléoutiennes en 1946 (en) et du séisme de 1960 au Chili, les scientifiques des années 1950-1960 ne se contentent plus de décrire ce phénomène mais recherchent leurs causes. La communauté scientifique s'accorde alors pour désigner les débordements de mer par tsunami lorsque la cause est géologique (séisme, éruption volcanique, instabilités gravitaires, glissements de terrain), raz-de-marée lorsque l'origine est météorologique (tempêtes, accidents atmosphériques majeurs).
Cependant les médias entretiennent la confusion entre ces deux termes et font l'association fausse des raz-de-marée avec les marées (le terme raz-de-marée étant passé par ailleurs dans la langue courante en 1915), mêlant même la cause et l'effet dans le terme météotsunami. Ces confusions et imprécisions poussent les scientifiques à abandonner le terme de raz-de-marée et officialiser le terme tsunami lors d'une conférence internationale en 1963,.

## Description

### Génération

Fig. 1 - Vie d'un tsunami : création par un séisme, propagation et déferlement sur les côtes.

Un tsunami est créé lorsqu'une grande masse d'eau est déplacée. Cela peut être le cas lors d'un séisme important, d'une magnitude de 6,3 (valeur « seuil » d'après les catalogues de tsunamis disponibles : NOA, catalogue de Novossibirsk, etc.) ou plus, lorsque le niveau du plancher océanique le long d'une faille s'abaisse ou s'élève brutalement (voir Fig. 1), lors d'un glissement de terrain côtier ou sous-marin, lors d'un impact par un astéroïde ou une comète ou encore lors d'un retournement d'iceberg. Un fort séisme ne produit pas nécessairement un tsunami : tout dépend de la manière (vitesse, surface, etc.) avec laquelle la topographie sous-marine (bathymétrie) évolue aux alentours de la faille et transmet la déformation à la colonne d'eau au-dessus.

### Propagation
Les mouvements de l'eau provoquent un mouvement de grande longueur d'onde (généralement quelques centaines de kilomètres) et de grande période (quelques minutes dans le cas d'un glissement de terrain à quelques dizaines de minutes dans le cas d'un séisme).
Certains tsunamis sont capables de se propager sur des distances de plusieurs milliers de kilomètres et d'atteindre l'ensemble des côtes d'un océan en moins d'une journée. Ces tsunamis de grande étendue sont généralement d'origine tectonique, car les glissements de terrain et les explosions volcaniques produisent généralement des ondes de plus courte longueur d'onde qui se dissipent rapidement : on parlera de dispersion des ondes.

### Effets

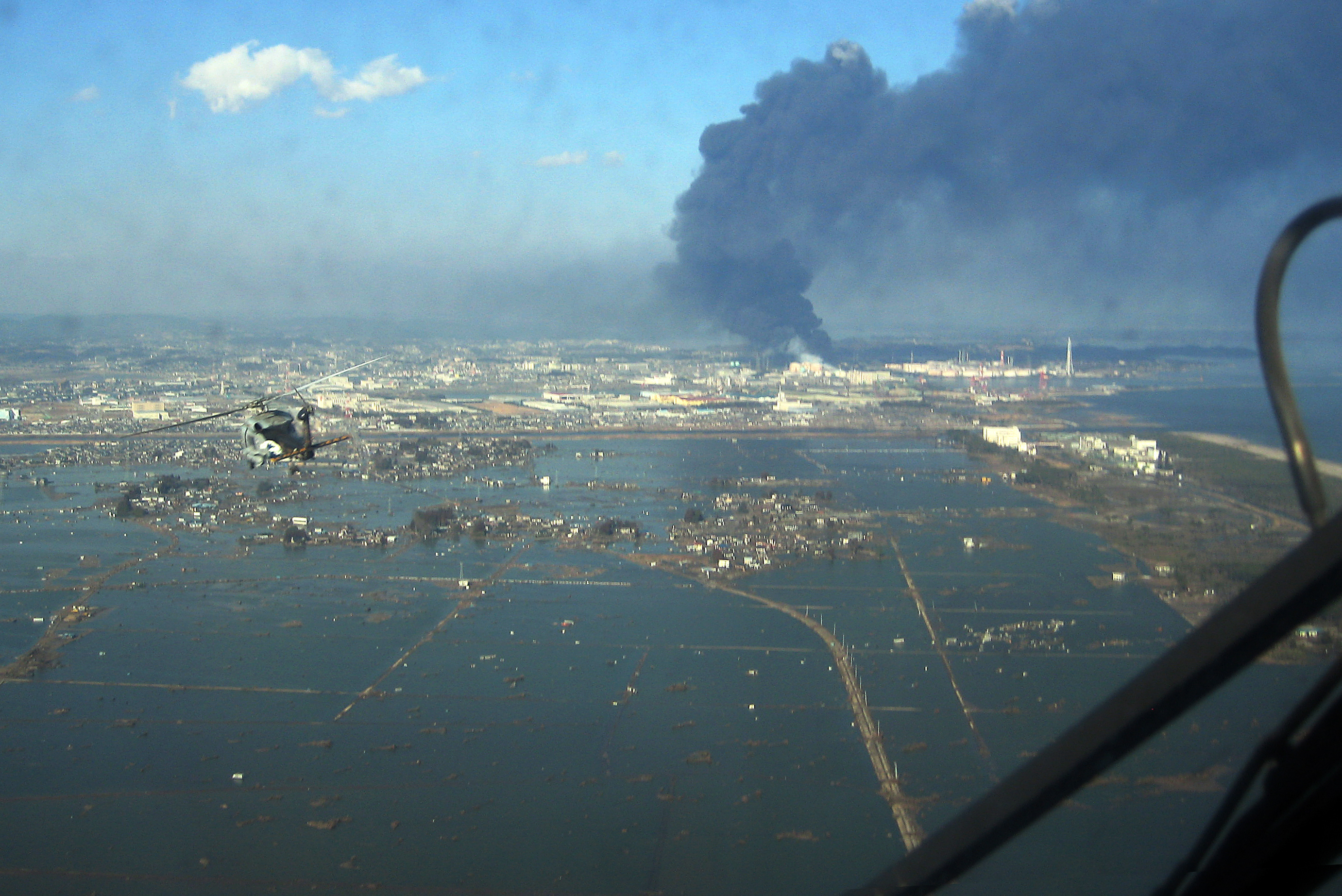
Vue aérienne des dégâts à Sendai, lors du tsunami de 2011.

Ce n'est pas principalement la hauteur du tsunami qui fait sa force destructrice, mais la durée de l'élévation du niveau de l'eau et la quantité d'eau déplacée à son passage : si des vagues de plusieurs mètres de hauteur, voire d'une dizaine de mètres, sont légion sur les côtes de l'océan Pacifique, elles ne transportent pas assez d'énergie pour pénétrer profondément à l'intérieur des terres. On peut voir le phénomène sous un autre angle : une vague classique, d'une période d'au plus une minute, n'élève pas le niveau de l'eau suffisamment longtemps pour qu'elle pénètre profondément, tandis que le niveau des eaux s'élève au-dessus de son niveau normal pendant 5 à 30 minutes lors du passage d'un tsunami.
La force destructrice provient de l'énergie considérable qu'il véhicule : contrairement à la houle ou aux vagues classiques qui sont des phénomènes de surface et de faible longueur, le tsunami touche l'océan sur toute sa profondeur et sur une longueur d'onde bien plus importante. L'énergie dépendant de la vitesse et de la masse, celle-ci est considérable, même pour une faible élévation de surface au large près de l'épicentre. C'est cette énergie qui est révélée par l'élévation de la vague à l'approche des côtes. D'où son impact sur le littoral.

#### Pertes humaines
Les victimes emportées par un tsunami peuvent recevoir divers chocs par les objets charriés (morceaux d'habitations détruites, bateaux, voitures, arbres, etc.) ou être projetées violemment contre des objets terrestres (mobilier urbain, arbres, etc.) : ces coups peuvent être mortels ou provoquer une perte de conscience et de facultés, pertes menant à la noyade. Certaines victimes peuvent aussi être piégées sous les décombres d'habitations. Enfin, le reflux du tsunami est capable d'emmener des personnes au large, où elles dérivent et, sans secours, meurent de noyade, d'épuisement ou de soif.
Dans les jours et les semaines suivant l'événement, le bilan peut s'alourdir, en particulier dans les pays pauvres. Mais de temps à autre des victimes survivent et restent des jours, des semaines voire des mois sous les décombres. L'après-tsunami peut être plus mortel que la vague elle-même. Les maladies liées à la putréfaction de cadavres, à la contamination de l'eau potable et à la péremption des aliments sont susceptibles de faire leur apparition. La faim peut survenir en cas de destruction des récoltes et des stocks alimentaires.

#### Dégâts

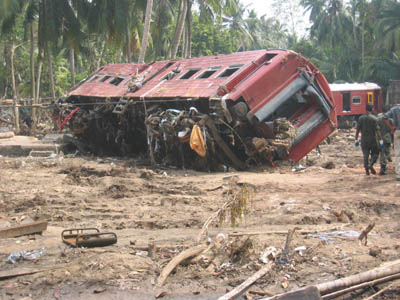
Train renversé par le tsunami du 26 décembre 2004 au Sri Lanka.

Les tsunamis sont susceptibles de détruire habitations, infrastructures et flore en raison :
- du fort courant qui emporte les structures peu ancrées dans le sol (voir la photo ci-contre) ;
- de l'inondation qui fragilise les fondations des habitations, parfois déjà atteintes par le tremblement de terre précédant le tsunami ;
- de dégradations dues aux chocs d'objets charriés à grande vitesse par la crue ;
- des pollutions induites par la destruction d'installations dangereuses et la dispersion de toxiques et de pathogènes à partir de ces installations (usines, décharges sous-marines…), ou par dispersion de sédiments pollués (estuaires, ports, en aval d'émissaires industriels, décharges sous-marines ou littorales). Lors du tsunami du 26 décembre 2004, un dépôt de munitions immergées a par exemple été dispersé sur les fonds marins sur de grandes distances. Il existe plusieurs centaines de décharges sous-marines dans le monde, contenant notamment des déchets nucléaires et des déchets militaires ou industriels hautement toxiques.

De plus, dans les régions plates, la stagnation d'eaux maritimes saumâtres peut porter un coup fatal à la faune et à la flore côtières, ainsi qu'aux récoltes. Sur les côtes sableuses ou marécageuses, le profil du rivage peut être modifié par la vague et une partie des terres, immergée.
Les récifs coralliens peuvent également être disloqués et mis à mal par le tsunami lui-même et par la turbidité de l'eau qui peut s'ensuivre les semaines suivantes, ainsi que par les polluants (engrais, pesticides…) que l'eau a pu ramener.

## Étude et prévention

### Échelles de classification
Pour mesurer les effets ou la magnitude des tsunamis, différentes échelles, analogues à l'échelle de Richter pour les séismes, sont utilisées.

#### L'échelle Sieberg-Ambraseys
L'échelle Sieberg-Ambraseys, utilisée par le BRGM, classe les tsunamis par degrés :
| Degré | Gravité     | Onde                                                                           | Effets |
| ----- | ----------- | ------------------------------------------------------------------------------ | --- |
| 1     | Très légère | Perceptible uniquement sur les marégraphes                                     | Aucun |
| 2     | Légère      | Remarquée sur des rivages très plats, par les populations habituées de la mer. | Aucun |
| 3     | Assez forte | Généralement remarquée.                                                        | Inondation des côtes en pente douce, embarcations emportées, constructions légères endommagées. |
| 4     | Forte       | Notable                                                                        | Inondation du rivage sous une certaine hauteur d'eau. Structures en dur abîmées sur la côte. Gros navires emportés.                                                                                            |
| 5     | Très forte  | Très notable                                                                   | Inondation générale du rivage. Murs et constructions en dur sévèrement endommagés sur la côte. |
| 6     | Désastreuse | Très notable                                                                   | Destruction des constructions jusqu'à une certaine distance du rivage. Inondation des côtes sous une grande hauteur d'eau. Gros navires gravement endommagés. Arbres déracinés ou cassés. Nombreuses victimes. |

#### L'échelle d'Imamura
L'échelle d'Imamura permet d'attribuer une magnitude aux tsunamis. Introduite par Akitsune Imamura en 1942 et développée par Iida en 1956, elle est l'une des plus simples. La magnitude est calculée à partir de la hauteur maximum de la vague au niveau de la côte, selon la formule :
{\displaystyle m=\log _{2}H_{\mathrm {max} }}
où {\displaystyle m} désigne la magnitude et {\displaystyle H_{\mathrm {max} }} est la hauteur maximale de la vague exprimée en mètres ({\displaystyle \log _{2}} est le logarithme de base 2).
Par exemple, le tsunami de 2004 dans l'océan Indien fut de magnitude 4 à Sumatra et de magnitude 2 en Thaïlande.

### Système d'alerte
La présence d'un système d'alerte de tsunami permettant d'alerter la population quelques heures avant la survenue d'un tsunami, la sensibilisation des populations côtières aux risques et aux gestes de survie, et la sécurisation de l'habitat permettent de sauver la plupart des vies humaines.
Au Japon, habitué à ce genre de catastrophes, les habitants ont pris des précautions systématiques. Ils ont mis en place un système doté d'ordinateurs très performants, système qui peut détecter la formation d'un tsunami, en déduire la hauteur des vagues ainsi que la vitesse de leur propagation et le moment où les vagues atteindront les côtes grâce à l'épicentre et à la magnitude du séisme. Ils transmettent aussi ces données aux pays du Pacifique, même à leurs concurrents, contrairement à la surveillance de l'océan Indien.

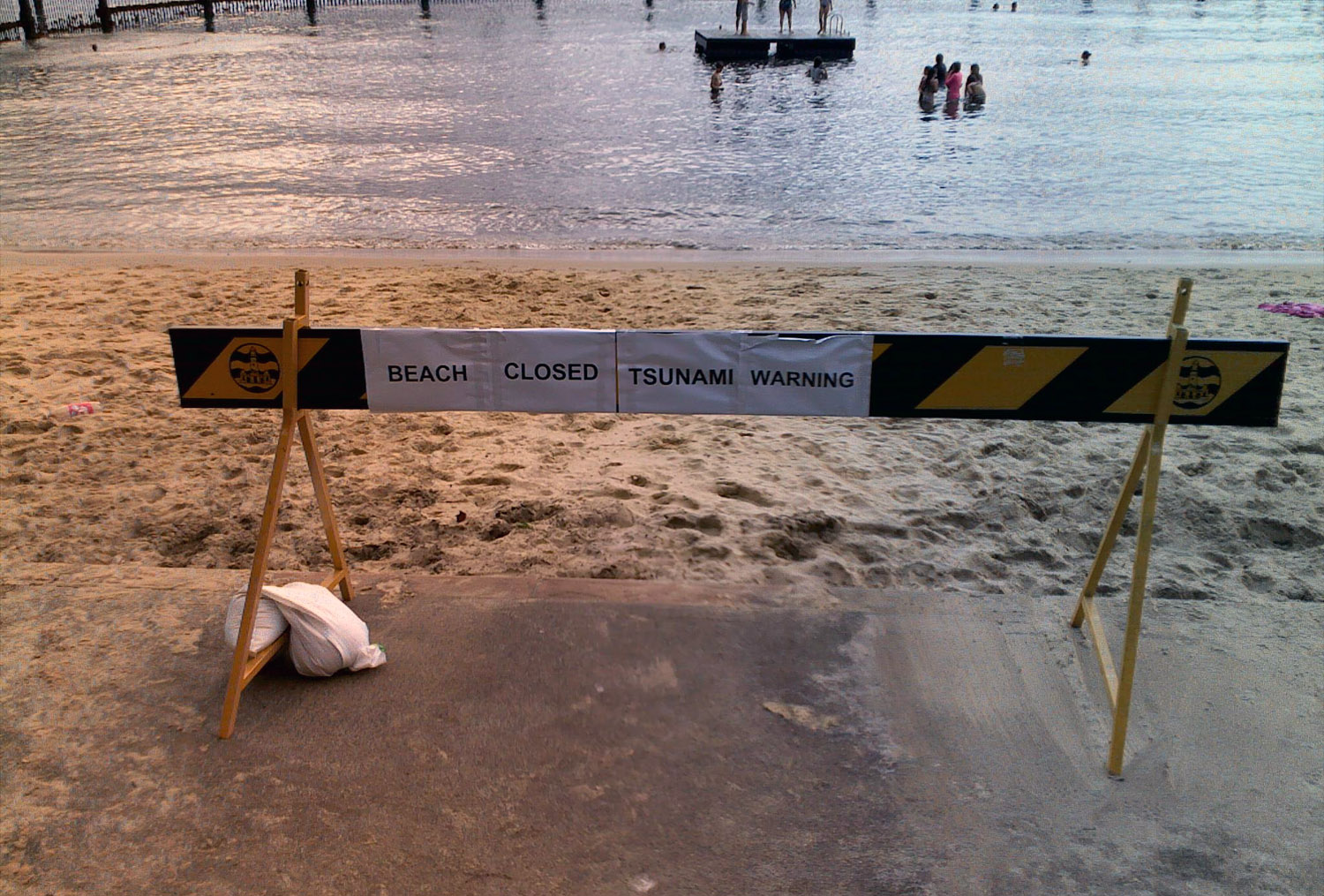
Des habitants de Sydney continuant à se baigner malgré l'alerte au tsunami lancée à la suite du séisme de 2010 au Chili.

Il suffit généralement de s'éloigner de quelques centaines de mètres à quelques kilomètres des côtes ou d'atteindre un promontoire de quelques mètres à quelques dizaines de mètres de hauteur pour être épargné. La mise à l'abri ne prend donc que quelques minutes à un quart d'heure, aussi un système d'alerte au tsunami permet-il d'éviter la plupart des pertes humaines.
Un système de bouées adaptées à la réception des mouvements (capteurs de pression disposés sur les fonds océaniques) peut être installé le long des côtes et ainsi prévenir du danger.
Un dispositif de surveillance et d'alerte, utilisant un maillage de sondes subocéaniques et traquant les séismes potentiellement déclencheurs de tsunamis, permet d'alerter les populations et les plagistes de l'arrivée d'un tsunami dans les pays donnant sur l'océan Pacifique : le Centre d'alerte des tsunamis dans le Pacifique, basé sur la plage d'Ewa à Hawaï, non loin d'Honolulu.

### Sécurisation de l'habitat
À Hawaï, où le phénomène est fréquent, les règlements d'urbanisme imposent que les constructions proches du rivage soient bâties sur pilotis.
À Malé, la capitale des Maldives, une rangée de tétrapodes en béton dépassant de 3 mètres le niveau de la mer est prévue pour diminuer l'impact des tsunamis.

### Sensibilisation

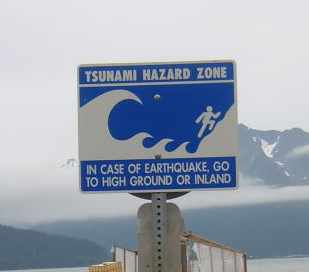
Panneau de prévention des tsunamis en Alaska (États-Unis).

La sensibilisation au phénomène et à ses dangers est également un facteur déterminant pour sauver des vies humaines, car toutes les côtes ne possèdent pas de système d'alarme – les côtes des océans Atlantique et Indien en sont notamment dépourvues. De plus, certains tsunamis ne peuvent être détectés à temps (tsunamis locaux).
Deux indices annonçant la survenue possible d'un tsunami sont à reconnaître et impliquent qu'il faut se rendre en lieu sûr :
- retrait rapide et inattendu de la mer ;
- tremblement de terre, même de faible intensité, car il peut s'agir d'un séisme majeur distant provoquant un tsunami.

Si l'on est surpris par le tsunami, grimper sur le toit d'une habitation ou la cime d'un arbre solide, tenter de s'accrocher à un objet flottant que le tsunami charrie sont des solutions de dernier recours. En aucun cas, il n'est sûr de revenir auprès des côtes dans les heures suivant le tsunami car celui-ci peut être composé de plusieurs vagues espacées de quelques dizaines de minutes à plusieurs heures.
Sources : voir Bibliographie thématique : prévention.

### Les barrières naturelles
Un rapport publié par le PNUE suggère que le tsunami du 26 décembre 2004 a causé moins de dégâts dans les zones où des barrières naturelles, telles que les mangroves, les récifs coralliens ou la végétation côtière, étaient présentes. Une étude japonaise sur ce tsunami au Sri Lanka établit à l’aide d’une modélisation sur image satellite les paramètres de résistance côtière en fonction de différentes classes d’arbres.

### Recherche publique concernant le risque de tsunami
En France métropolitaine, le programme MAREMOTI, financièrement soutenu par l'ANR dans le cadre de RiskNat 2008, a débuté le 24 mars 2009. Il associe plusieurs disciplines : la marégraphie, l'observation historique et de traces de paléo-tsunamis d'événements anciens (aux Baléares et sur la côte Nord-Est Atlantique notamment), la modélisation (notamment pour la création d'outils d'alerte) et des études de vulnérabilité. Le CEA coordonne les dix partenaires (CEA/DASE, SHOM, université de La Rochelle, Noveltis, GEOLAB - Université Blaise Pascal, LGP - Université Paris 1, Géosciences Consultants, GESTER - Université Montpellier, Centro de Geofisica da Universidade de Lisboa (Portugal), Laboratoire de Géologie - ENS).
En outre-mer, le programme de recherche PREPARTOI s'intéresse à l'évaluation et la réduction du risque de tsunami à La Réunion et à Mayotte. Également pluridisciplinaire, ce projet se veut intégré et systémique, tout comme le programme MAREMOTI, apportant des solutions opérationnelles aux services de l'État.
Le CENALT, le centre d'alerte aux tsunamis pour l'Atlantique Nord-Est et la Méditerranée occidentale, est opérationnel depuis juillet 2012 à Bruyères-le-Châtel.

### Tsunamis terrestres
Glissements de terrain et éruptions volcaniques peuvent déclencher des tsunamis dans des lacs et des fleuves. Le lac Léman a connu un tsunami en 563, le tsunami du Tauredunum, avec une vague atteignant 13 mètres,. Des tsunamis ont affecté d'autres lacs alpins, notamment le lac de Côme aux vie et xiie siècles, le lac de Lucerne en 1601 et le lac du Bourget en 1822.

### Mégatsunamis
On définit comme mégatsunami un tsunami dont la hauteur au niveau des côtes dépasse cent mètres. Un mégatsunami, s'il se propage librement dans l'océan, est capable de provoquer des dégâts majeurs à l'échelle de continents entiers. Les séismes étant incapables a priori d'engendrer de telles vagues, seuls des événements cataclysmiques, tels un impact météoritique de grande ampleur ou l'effondrement d'une montagne dans la mer, en sont la cause possible.
Aucun mégatsunami non local n'a été rapporté dans l'histoire de l'humanité. Notamment, l'explosion du Krakatoa en 1883 et l'effondrement de Santorin dans l'Antiquité n'en ont pas produit.
Les causes possibles d'un mégatsunami sont des phénomènes rares, espacés d'échelles de temps géologiques — au bas mot plusieurs dizaines de milliers d'années, si ce n'est des millions d'années. Certains scientifiques estiment cependant qu'un mégatsunami aurait récemment été provoqué par l'effondrement du Piton de la Fournaise sur lui-même, à La Réunion : l'événement remonterait à 2 700 av. J.-C. environ.
Les glissements de terrain produisent des tsunamis de courte période qui ne peuvent se propager sur plusieurs milliers de kilomètres sans dissiper leur énergie. Par exemple, lors des glissements de terrain à Hawaï en 1868 sur le Mauna Loa et en 1975 sur le Kīlauea, des tsunamis locaux importants furent créés, sans que les côtes américaines ou asiatiques distantes fussent inquiétées.
Le risque de mégatsunami reste cependant médiatisé et surévalué. Des modèles controversés prédisent en effet deux sources possibles de mégatsunami dans les prochains millénaires : sont envisagés un effondrement le long des flancs de la Cumbre Vieja aux Canaries (mettant la côte est du continent américain en danger) et un autre au Kīlauea à Hawaï (menaçant la côte ouest de l'Amérique et celles de l'Asie). Des études plus récentes remettent en cause le risque d'effondrement sur les flancs de ces volcans, d'une part, et le caractère non local des tsunamis engendrés, d'autre part.

## Histoire

### Événements préhistoriques
Dans la mythologie grecque, à l'occasion de son témoignage sur la vengeance des dieux contre le roi de Troie Laomédon (~XIVe siècle av. J.-C.) et le sacrifice d'Hésione, le poète romain Ovide identifie le monstre marin divin Céto à une inondation. D'autres auteurs, comme Valérius Flaccus, y joignent un bruit de tremblement de terre. L'un dans l'autre suggérant un tsunami.
Des tsunamis surviennent quasiment chaque année dans le monde. Les plus violents peuvent changer le cours de l'histoire. Par exemple, des archéologues ont avancé qu'un raz de marée en mer Méditerranée a ravagé la côte nord de la Crète, il y a un peu plus de 3 500 ans ; ce désastre aurait marqué le début de la décadence de la civilisation minoenne, l'une des plus raffinées de l'Antiquité.
À l'échelle des temps géologiques, des tsunamis d'une ampleur exceptionnelle peuvent accompagner des événements majeurs tout aussi exceptionnels. C'est par exemple le cas de l'impact de Chicxulub il y a environ 66 millions d'années. En 2018, une simulation numérique de ses effets sur l'océan mondial a permis de quantifier la hauteur de la vague : jusqu'à 1 500 m dans le golfe du Mexique, plusieurs mètres dans les secteurs les plus éloignés. La vitesse de l'eau au fond de l'océan (plus de 20 cm/s) doit aussi avoir eu pour effet de remobiliser une épaisseur considérable de sédiments.

### Premiers événements relatés
L'historien grec Thucydide fut le premier à établir un lien entre tremblements de terre et tsunamis, au Ve siècle av. J.-C. Il avait noté que le premier indice d'un raz de marée est souvent le soudain retrait des eaux d'un port, tandis que la mer s'éloigne de la côte.
Le  Stromboli est à l'origine d'un tsunami vu par Pétrarque, c'est l'un des trois qui se sont produits au Moyen Âge en Méditerranée. Une étude de l'Université de Pise et de l'Ingv situe les épisodes dans la période 1343-1456.
Pétrarque a été témoin oculaire du tsunami qu'il définit una strana tempesta (« une étrange tempête »), si violent qu'il aurait détruit les ports de Naples et d'Amalfi.

### Événements récents
Au XXe siècle, dix tsunamis par an furent enregistrés, dont un et demi par an a provoqué des dégâts ou des pertes humaines. Sur cette période d'un siècle, sept provoquèrent plus d'un millier de morts, soit moins d'un tous les dix ans.
80 % des tsunamis enregistrés le sont dans l'océan Pacifique ; parmi les huit tsunamis ayant causé plus d'un millier de victimes depuis 1900, seul le tsunami du 26 décembre 2004 n'a pas eu lieu dans l'océan Pacifique.
Sources : voir Bibliographie thématique : statistiques sur les tsunamis.

## Caractéristiques physiques

### Propagation en haute mer

Fig. 2 - Mouvement d'une particule d'eau lors du passage d'un tsunami en haute mer. Le mouvement des particules et l'amplitude du tsunami sont exagérés pour rendre le graphique lisible.

En pleine mer, le tsunami se comporte comme la houle : c'est une onde à propagation elliptique, c'est-à-dire que les particules d'eau sont animées d'un mouvement elliptique à son passage. Il n'y a (presque) pas de déplacement global de l'eau, une particule retrouve sa position initiale après le passage du tsunami. La figure 2 illustre le déplacement des particules d'eau au passage de la vague.
Mais, contrairement à la houle, le tsunami provoque une oscillation de l'eau aussi bien en surface (un objet flottant est animé d'un mouvement elliptique à son passage, cf. point rouge du haut sur la Fig. 2) qu'en profondeur (l'eau est animée d'une oscillation horizontale dans le sens de la propagation de l'onde, voir le point rouge du bas sur la Fig. 2). Ce fait est lié à la grande longueur d'onde du tsunami, typiquement quelques centaines de kilomètres, qui est très supérieure à la profondeur de l'océan - une dizaine de kilomètres tout au plus. Il en résulte que la quantité d'eau mise en mouvement est bien supérieure à ce que la houle produit ; aussi le tsunami transporte-t-il beaucoup plus d'énergie que la houle.
Les vagues ordinaires de l'océan sont de simples rides formées à sa surface par le vent. Mais un tsunami déplace une colonne d'eau tout entière, depuis le plancher océanique jusqu'à la surface. La perturbation initiale se propage dans des directions opposées à partir de la faille, dans de longs fronts de houle parfois séparés les uns des autres par 500 km. Ceux-ci se remarquent à peine au large, en eaux profondes. Ils n'atteignent des hauteurs redoutables qu'en eaux peu profondes, quand ils se cumulent à l'approche d'une côte.

#### Caractéristiques fondamentales

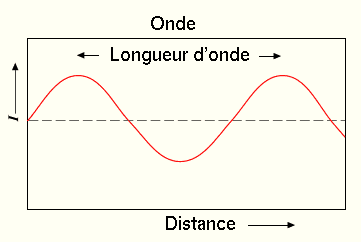
Fig. 3 - Schéma d'une vague de tsunami : longueur d'onde et amplitude (notée I sur la figure).

Un tsunami possède deux paramètres fondamentaux :
- l'énergie mécanique {\displaystyle E} libérée ;
- pour simplifier, sa période {\displaystyle T}, c'est-à-dire la durée d'une oscillation complète (Dans la pratique, un tsunami est un court train d'onde qui est caractérisé par son spectre de périodes – voir transformée de Fourier pour une explication détaillée).

Ces paramètres sont sensiblement constants au cours de la propagation du tsunami, dont la perte d'énergie par friction est faible du fait de sa grande longueur d'onde.
Les tsunamis d'origine tectonique ont des périodes longues, généralement entre une dizaine de minutes et plus d'une heure. Les tsunamis créés par des glissements de terrain ou l'effondrement d'un volcan ont souvent des périodes plus courtes, de quelques minutes à un quart d'heure.
Les autres propriétés du tsunami comme la hauteur de la vague, la longueur d'onde (distance entre les crêtes) ou la vitesse de propagation sont des quantités variables qui dépendent de la bathymétrie et/ou des paramètres fondamentaux {\displaystyle E} et {\displaystyle T}.

#### Longueur d'onde

Fig. 4 - Propagation du tsunami en profondeur variable : augmentation de l'amplitude, diminution de la longueur d'onde et de la vitesse en milieu peu profond.

La plupart des tsunamis ont une longueur d'onde supérieure à la centaine de kilomètres, bien supérieure à la profondeur des océans qui ne dépasse guère 10 km, de sorte que leur propagation est celle d'une vague en milieu « peu profond ». La longueur d'onde {\displaystyle \lambda } dépend alors de la période {\displaystyle T} et de la profondeur de l'eau {\displaystyle h} selon la relation :
{\displaystyle \lambda =T{\sqrt {gh}}},
où {\displaystyle g=9{,}81\ {\rm {m\cdot s^{-2}}}} est la gravité, ce qui donne numériquement
{\displaystyle \lambda \approx 870\left({\frac {T}{60\ \mathrm {min} }}\right){\sqrt {\frac {h}{6\ \mathrm {km} }}}\ {\rm {km}}}.
La période spatiale ou longueur d'onde est le plus souvent comprise entre 60 km (période de 10 min et profondeur de 1 km), typique des tsunamis locaux non tectoniques, et 870 km (période de 60 min et profondeur de 6 km), typique des tsunamis d'origine tectonique.

#### Vitesse de propagation ou célérité

Fig. 5 - Propagation du tsunami du 26 décembre 2004.

Pour les tsunamis de période suffisamment longue, typiquement une dizaine de minutes, soit la plupart des tsunamis d'origine tectonique, la vitesse {\displaystyle v} de déplacement d'un tsunami est fonction de la seule profondeur d'eau {\displaystyle h} :
{\displaystyle v={\sqrt {gh}}}.
Cette formule peut être utilisée pour obtenir une application numérique :
{\displaystyle v\approx 870{\sqrt {\frac {h}{6\,\mathrm {km} }}}} km/h,
ce qui signifie que la vitesse est de 870 km/h pour une profondeur de 6 km et de 360 km/h pour une profondeur d'un kilomètre. La figure 4. illustre la variabilité de la vitesse d'un tsunami, en particulier le ralentissement de la vague en milieu peu profond, notamment à l'approche des côtes.
De la variabilité de cette vitesse de propagation, il résulte une réfraction de la vague dans les zones peu profondes. Ainsi, le tsunami a rarement l'allure d'une onde circulaire centrée sur le point d'origine, comme le montre la Fig. 5. Toutefois, l'heure d'arrivée d'un tsunami sur les différentes côtes est prévisible puisque la bathymétrie des océans est bien connue. Cela permet d'organiser au mieux l'évacuation lorsqu'un système de surveillance et d'alerte est en place.
Il est ainsi possible de calculer et de retracer les temps de parcours de différents tsunamis historiques à travers un océan comme le fait le National Geophysical Data Center.

#### Amplitude
Pour des tsunamis de longue période, qui présentent peu de dissipation d'énergie même sur de grandes distances, l'amplitude {\displaystyle A} du tsunami est donnée par la relation :
{\displaystyle A\sim E^{1/2}r^{-1/2}h^{-1/4}}, c'est-à-dire que l'amplitude augmente lorsque l'eau devient moins profonde, en particulier à l'approche des côtes (voir Fig. 4) et quand l'énergie est plus élevée. Elle diminue avec la distance, typiquement en {\displaystyle 1/{\sqrt {r}}} car l'énergie se répartit sur un front d'onde plus grand.
Pour les tsunamis de faible période (souvent ceux d'origine non sismique), la décroissance avec la distance peut être beaucoup plus rapide.

### Déferlement sur les côtes

#### Mouvement horizontal de l'eau
Lorsque le tsunami s'approche des côtes sa période et sa vitesse diminuent, son amplitude augmente. Lorsque l'amplitude du tsunami devient non négligeable par rapport à la profondeur de l'eau, une partie de la vitesse d'oscillation de l'eau se transforme en un mouvement horizontal global, appelé courant de Stokes. Sur les côtes, c'est davantage ce mouvement horizontal et rapide (typiquement plusieurs dizaines de km/h) qui est la cause des dégâts que l'élévation du niveau de l'eau.
À l'approche des côtes, le courant de Stokes d'un tsunami a pour vitesse théorique
{\displaystyle u\approx {\frac {A^{2}}{2h^{2}}}v},
soit
{\displaystyle u\approx 18\,\left({\frac {A}{h}}\right)^{2}\left({\frac {h}{10\,\mathrm {m} }}\right)^{1/2}\ \mathrm {km/h} }.

#### Complexité des effets en zones côtières
Cependant, contrairement à la propagation en haute mer, les effets d'un tsunami sur les côtes sont difficiles à prévoir, car de nombreux phénomènes peuvent avoir lieu.
Contre une falaise, par exemple, le tsunami peut être fortement réfléchi ; à son passage on observe une onde stationnaire dans laquelle l'eau a essentiellement un mouvement vertical.
- Selon l'angle d'attaque du tsunami sur la côte et la géométrie de celle-ci, le tsunami peut interférer avec sa propre réflexion et provoquer une série de vagues stationnaires avec des zones côtières non inondées (« nœuds ») et des zones avoisinantes particulièrement touchées (« ventres »).
- Un tsunami à l'approche d'une île est capable de contourner celle-ci en raison du phénomène de diffraction lié à sa grande longueur d'onde ; en particulier la côte opposée à la direction d'arrivée du tsunami peut également être touchée. Lors du tsunami du 26 décembre 2004, la ville de Colombo au Sri Lanka fut inondée bien que protégée des effets directs du tsunami par le reste de l'île (voir la Fig. 5).
- Dans les fjords et les estuaires étroits, l'amplitude de la vague peut être amplifiée, comme c'est le cas pour les marées (cette dernière peut atteindre dix mètres d'amplitude sur certaines côtes, comme au Mont Saint-Michel, alors qu'elle n'atteint pas un mètre sur des îles, comme Madère). Par exemple la baie de Hilo a une période d'oscillation typique de 30 min et fut davantage ravagée que le reste de l'île lors du passage du tsunami de 1946, qui avait une période de 15 min : la première vague du tsunami interférait constructivement avec la troisième, et ainsi de suite.
- Le confinement des vagues dans une baie étroite peut produire des effets aussi spectaculaires que limités : le séisme du 9 juillet 1958 en Alaska (magnitude de 8,3) a provoqué, par l'effondrement d'un flanc de montagne, une vague record de 60 mètres de hauteur estimée dans la baie Lituya, un fjord situé à 20 km au Nord de l'épicentre[32]. Les traces du passage de l'eau seront observées jusqu'à une altitude de 525 mètres, faisant de ce tsunami l'un des plus hauts jamais observés. Toutefois, cette caractéristique est à modérer du fait que ce n'est pas la vague en elle-même qui mesurait 525 mètres de hauteur mais son déferlement, ce qui peut sensiblement fausser les mesures.

## En Europe
Depuis l'Antiquité, si l'on excepte l'Océan Pacifique et l'Océan Indien qui sont les plus impactés, les tsunamis les plus importants de la période historique ont concerné la mer Méditerranée, déclenchés en grande majorité par des séismes majeurs et aussi par des éruptions volcaniques et des glissements de terrain sous-marins. Ainsi Hérodote attribue à ce qui pourrait être un tsunami ou un ouragan le naufrage de la flotte perse au large du Péloponnèse en 492 av. J.-C.

### En France
Depuis trois siècles, la France métropolitaine n'a connu que quelques tsunamis mineurs (au XXe siècle principalement) :
- en 1564 et 1887 sur la côte d'Azur, dans la région de Marseille et en 1986 aux Saintes-Maries-de-la-Mer, le raz-de-marée des Saintes-Maries-de-la-Mer. En 1979, l'effondrement d'une partie du remblai de l'aéroport de Nice (construction d'un port de commerce) cause un tsunami local inondant les quartiers de la Garoupe et de La Salis à Antibes, atteignant à La Salis une altitude 3,5 m[35]. Plus récemment, le 21 mai 2003, le séisme de Boumerdès-Zemmouri (Algérie) a engendré un tsunami affectant les côtes françaises de la Méditerranée, entraînant la perte de plusieurs embarcations. Il a notamment affecté les ports du Lavandou, de Fréjus, de Saint-Raphaël, de la Figueirette, de Cannes, d'Antibes ou encore de Menton[36] ;
- en 1755 sur la façade ouest de la Corse ;
- sur la façade Atlantique, notamment à la suite du tremblement de terre de Lisbonne, en 1755. Depuis l'étude des sédiments marins et l'étude de données historiques et météorologiques (notamment dans le cadre d'un programme de recherche « Quels littoraux pour demain? »), ont montré que depuis 300 ans, plusieurs tempêtes extratropicales violentes et plusieurs tsunamis ont laissé une empreinte dans le sédiment du Golfe de Gascogne. Ainsi face à la "Mer Blanche" trois épisodes extrêmes ont marqué le sédiment à -36 cm (fort raz-de-marée du printemps 1937), à -55 cm (raz de marée de 1924) et à - 65 cm (violents orages associés à des inondations côtières qui ont entre 1910 et 1913 déplacé des galets vers le sédiment[pas clair])[37].

La France d'outre-mer est bien plus exposée à l'aléa tsunami que la France métropolitaine. Ses territoires et départements sont souvent situés dans des bassins océaniques plus propices au déclenchement de tsunami par des séismes de forte magnitude, notamment dans les zones de subduction. De nombreux catalogues de ces tsunamis existent dans la littérature scientifique pour la Polynésie française, la Guadeloupe, la Martinique ou encore la Nouvelle-Calédonie. L'événement du 28 mars 1875 est remarquable pour avoir tué 25 personnes sur l'île de Lifou en Nouvelle-Calédonie.

### Exemples de tsunamis
- Liste de tsunamis notables
- Séisme et tsunami de 2004 dans l'océan Indien
- Séisme de 2011 de la côte Pacifique du Tōhoku
- Tsunami de 2018 dans le détroit de la Sonde

Sciences de la Terre
- géologie
- géophysique
- géotechnique
- Séisme côtier ou sous-marin
- Tectonique
- Glissement de terrain
- Impact météoritique
- Explosion sous-marine

Phénomènes aquatiques
- Mascaret
- Tsunami météorologique
- Ondes dans les océans
- Vague
- Vague scélérate
- Houle
- Marée
- Mégatsunami